# 백지묵서 묘법연화경 권1, 3
백지묵서묘법연화경 권1, 3(白紙墨書妙法蓮華經 卷一, 三)은 대한민국 경상북도 경주시, 국립경주박물관에 있는 불경이다. 1963년 1월 21일 대한민국의 보물 제315호로 지정되었다.

## 개요
묘법연화경은 줄여서 ‘법화경’이라고 부르기도 하며, 부처가 되는 길이 누구에게나 열려 있다는 것을 중요사상으로 하고 있다. 묘법연화경은 천태종의 근본경전으로 화엄종과 함께 우리나라 불교사상 확립에 크게 영향을 끼쳤다. 백지묵서묘법연화경 권1, 3(白紙墨書妙法蓮華經 卷一, 三)은 흰종이에 먹으로 직접 글씨를 쓴 것으로, 전체 권1∼7중에서 권1과 권3이 남아있다. 각 권은 병풍처럼 펼쳐서 볼 수 있는 형태로 되어있으며, 접었을 때의 크기는 권1이 세로 37.5cm, 가로 13.5cm 이고 권3이 세로 34.7cm, 가로 12.5cm이다. 각 권의 크기와 글씨체가 다른 점으로 보아 오랜 시간동안 여러 사람을 거치면서 만들어진 것으로 보인다. 각 권의 겉표지에는 금색으로 된 화려한 꽃무늬와 제목이 적혀 있고, 권3의 앞부분에는 불경의 내용을 요약하여 묘사한 변상도(變相圖)가 금색으로 그려져 있다. 권3의 끝부분에는 이 책을 만들게 된 경위를 적은 기록이 있는데, 고려 창왕 1년(1389) 장씨부인 묘우(妙愚)가 돌아가신 부모와 모든 중생들을 위해 책을 만들었다고 적혀 있다. 이를 통해서 개인공덕을 기리기 위해 불경을 간행하였음을 알 수 있다.

## 같이 보기
- 묘법연화경

## 참고 자료
- 백지묵서 묘법연화경 권1, 3 - 국가유산청 국가유산포털